# Tomàs Aguiló i Cortès
Pour les articles homonymes, voir Tomàs Aguiló et Aguiló.
Tomàs Aguiló i Cortès, né à Palma de Majorque en 1775 et mort dans la même ville en 1856, est un écrivain baléare.

## Biographie
Il est le père de Tomàs Aguiló i Forteza et l’oncle de Marià Aguiló.

## Publications
- 1815 : Rondalla de Rondalles
- 1846 : Faules Mallorquines
- 1851 : Més perd l'avariciós que l'abundós